# Marcel Pinon
Pour les articles homonymes, voir Pinon.
Marcel Pinon est un architecte français né à Saint-Aignan-sur-Cher le 11 juin 1900 et mort à Bourges le 19 décembre 1969.

## Biographie
Il fait ses études à Contres, à Vendôme, puis à l'École nationale supérieure des beaux-arts de Paris de 1919 à 1925, dans l'atelier de Gabriel Héraud. Il s'installe pendant quelques années à Vichy et arrive à Bourges en 1934 en qualité d'architecte des services techniques de la ville. 
Il est à l'origine de nombreuses réalisations dont la salle des fêtes de la place Séraucourt, devenue en 1963 Maison de la culture de Bourges. À l'occasion de l'Exposition internationale de Paris en 1937, il est retenu pour diriger la réalisation du pavillon Berry-Nivernais.
Pendant la guerre, il participe à la Résistance, permettant à de nombreuses personnes, dont le peintre Marcel Bascoulard, d'échapper à la déportation.
En 1946, il s'installe à son compte avec le titre d'architecte départemental. On lui doit la réalisation de nombreux établissements d'enseignement, de la bibliothèque municipale de Bourges, des archives départementales du Cher, de la maison des jeunes, du centre nautique ou de la gare routière. Ses dossiers, et ceux de son confrère Jean-Claude Féret, sont conservés aux Archives départementales du Cher (Fonds Pinon-Féret - cote 68 J 1-1447).
En 1962, il est victime d'une grave attaque d'hémiplégie à la suite d'un accident dont les séquelles conduiront à sa mort.

## Sources
- Marcel Pinon, architecte : Architecte de la Ville de Bourges, édité par M. Descloux, Paris, [s.d.,193?], disponible à la Bibliothèque des Quatre Piliers[6].
- Laissez-vous conter la naissance d'une ZUP - Bourges Nord III, édité par la ville de Bourges[7]. Dans ce projet, Marcel Pinon est choisi par la mairie de Bourges pour piloter l'opération Chancellerie.